# Berytoniscus singularis
Berytoniscus singularis är en kräftdjursart som beskrevs av Albert Vandel 1955. Berytoniscus singularis ingår i släktet Berytoniscus och familjen Berytoniscidae. Inga underarter finns listade i Catalogue of Life.